# Pietro Scalia
Pietro A. Scalia (* 17. März 1960 in Catania, Sizilien, Italien) ist ein italienischer Filmeditor und zweifacher Oscarpreisträger.

## Karriere
Pietro A. Scalia wuchs in der Schweiz auf und besuchte ein deutschsprachiges Gymnasium. Anschließend studierte er zwei Jahre lang an der University at Albany, The State University of New York und konnte mit einem Stipendium seinen Master an der UCLA machen.
Vor seiner Arbeit als selbstständiger Editor arbeitete Scalia unter anderem auch als Schnittassistent an Wall Street (1987) und Geboren am 4. Juli (1989). Anschließend schnitt er unter anderem Filme für Ridley Scott, Bernardo Bertolucci, Oliver Stone, Rob Marshall und 2023 für Michael Mann.
Für seinen Filmschnitt bei JFK – Tatort Dallas und Black Hawk Down wurde er jeweils mit dem Oscar für den Besten Schnitt ausgezeichnet.

## Filmografie
- 1990: Megaville
- 1991: JFK – Tatort Dallas (JFK)
- 1993: Little Buddha (Little Buddha)
- 1995: Schneller als der Tod (The Quick and the Dead)
- 1995: American Gothic – Prinz der Finsternis (American Gothic, Fernsehserie, 1 Folge)
- 1996: Gefühl und Verführung (Stealing Beauty)
- 1997: Die Akte Jane (G.I. Jane)
- 1997: Good Will Hunting (Good Will Hunting)
- 1998: The Big Hit
- 2000: Gladiator (Gladiator)
- 2001: Hannibal (Hannibal)
- 2001: Black Hawk Down (Black Hawk Down)
- 2003: Levity
- 2003: Masked and Anonymous
- 2005: The Great Raid – Tag der Befreiung (The Great Raid)
- 2005: Die Geisha (Memoirs of a Geisha)
- 2007: 11th Hour – 5 vor 12 (The 11th Hour)
- 2007: American Gangster
- 2007: Hannibal Rising – Wie alles begann (Hannibal Rising)
- 2008: Der Mann, der niemals lebte (Body of Lies)
- 2010: Kick-Ass
- 2010: Robin Hood
- 2012: Prometheus – Dunkle Zeichen (Prometheus)
- 2012: The Amazing Spider-Man
- 2013: The Counselor
- 2014: The Amazing Spider-Man 2: Rise of Electro (The Amazing Spider-Man 2)
- 2015: Kind 44 (Child 44)
- 2015: The Sea of Trees
- 2015: Der Marsianer – Rettet Mark Watney (The Martian)
- 2016: 13 Hours: The Secret Soldiers of Benghazi
- 2017: Alien: Covenant
- 2018: Solo: A Star Wars Story
- 2022: Ambulance
- 2022: The Gray Man
- 2022: Morbius
- 2023: Ferrari

## Auszeichnungen
Neben vielen weiteren Auszeichnungen war Scalia auch bis heute viermal für den Oscar nominiert worden. Bei den Oscarverleihungen 1992 (JFK – Tatort Dallas) und 2002 (Black Hawk Down) wurde er bereits zweimal mit diesem Preis ausgezeichnet.